# Lukas Schweighofer (Moderator)

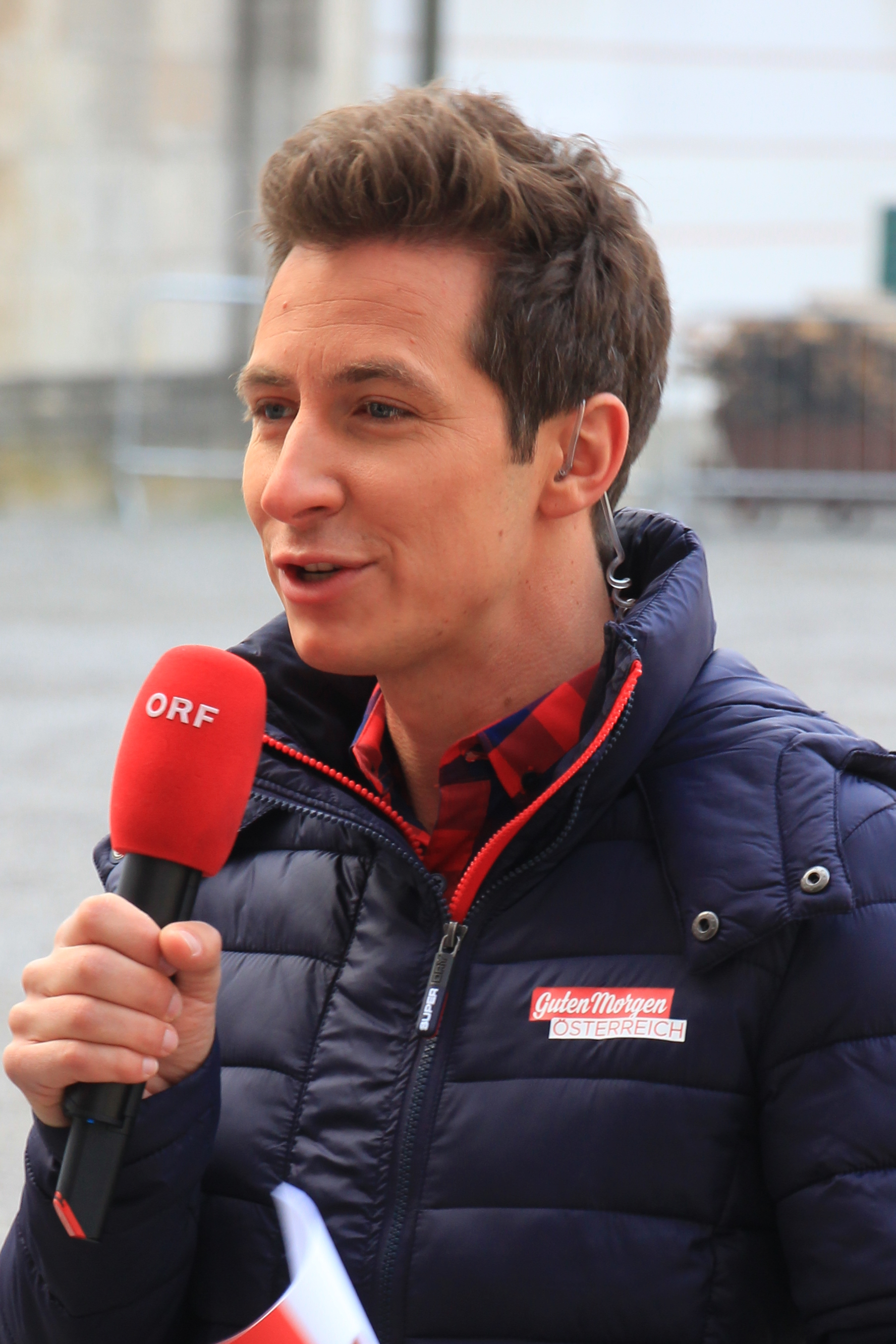
Lukas Schweighofer (2016)

Lukas Schweighofer (* 9. April 1986 in der Steiermark) ist ein österreichischer Fernseh- und Radiomoderator.

## Leben und Karriere
Lukas Schweighofer wuchs in Anger in der Steiermark auf. An der Universität Salzburg studierte er Sport-Management-Medien, das Studium schloss er 2011 als Magister mit einer Arbeit über die Inszenierung im Mediensport am Beispiel der Verletzungsserie im Skiweltcup 2009/10 ab.
Während seines Studiums absolvierte er 2007 für ein Praktikum beim ORF ein Assessment-Center, bei dem er durch eine Parodie von Hansi Hinterseer auf sich aufmerksam machte. Von 2008 bis 2012 war er unter anderem als Wetter- und Verkehrsredakteur sowie Live-Reporter für Radio Salzburg tätig, wo er von 2012 bis 2016 auch die Radiosendung Guten Morgen Salzburg moderierte. Von 2013 bis 2016 präsentierte er die Nachrichtensendung Salzburg heute auf ORF 2.
Im März 2016 begann er als einer der beiden Hauptmoderatoren neben Eva Pölzl beim damals neuen ORF-Frühstücksfernsehen Guten Morgen Österreich und führte mit einer Moderatorin des jeweiligen ORF-Landesstudios bis Oktober 2017 in den Bundesländern Oberösterreich, Niederösterreich, Tirol und Salzburg durch die Sendung. Von 21. August 2017 bis 21. Dezember 2018 präsentierte er zudem abwechselnd – ursprünglich ebenfalls mit Eva Pölzl, dann meist mit Nina Kraft – das ORF-Vorabendmagazin Daheim in Österreich. Aufgrund dieser Funktion moderierte er Guten Morgen Österreich ab Oktober 2017 nur bei Ausgaben aus Vorarlberg. An seiner statt wurde Jan Matejcek zusätzlicher Hauptmoderator. In der letzten Ausgabe von Daheim in Österreich gab Schweighofer bekannt, zukünftig wieder öfter bei Guten Morgen Österreich im Einsatz zu sein. Seit Mai 2021 verstärkt er auch das Team des ORF Sports. Zudem moderiert er seit dem 13. April 2023 die Sendung Sport aktuell in ORF 2.
Von November bis Dezember 2023 präsentiert er gemeinsam mit Katharina Straßer die ORF-Hauptabendshow Hier spielt die Musik.
Neben seiner Tätigkeit für Radio und Fernsehen ist er auch als Event-Moderator tätig.

## Filmografie
- 2018: Landkrimi – Steirerkind